# Tranh cãi tuyên thệ Hội đồng Lập pháp Hồng Kông 2016
Tranh cãi tuyên thệ Hội đồng Lập pháp Hồng Kông 2016  là một loạt các sự kiện xung quanh lời tuyên thệ nhậm chức của 12 người thuộc phe dân chủ và thành viên phe địa phương của Hội đồng Lập pháp Hồng Kông vào ngày 12 tháng 10 năm 2016 đã dẫn đến sự truất quyền của sáu thành viên, Lương Tụng Hằng và Du Huệ Chinh của đảng Youngspestion những người đã bị tòa án ra phán quyết vào ngày 15 tháng 11 năm 2016, và Lương Quốc Hùng, La Quan Thông, Dao Tùng Diễm và Lưu Tiểu Lệ vào ngày 14 Tháng 7 năm 2017.
Các thành viên ủng hộ dân chủ đã sử dụng các nghi thức tuyên thệ trong mỗi cuộc họp khai mạc như một nền tảng của cuộc biểu tình kể từ năm 2004, trong đó họ đã tổ chức các đối tượng hoặc hô khẩu hiệu. Vào ngày 12 tháng 10 năm 2016, cuộc họp khai mạc của Hội đồng Lập pháp lần thứ 6, hàng chục thành viên được bầu đã sử dụng dịp này để phản đối, nổi bật bởi các nhà lập pháp ủng hộ độc lập của Youngspestion, Lương Tụng Hằng và Du Huệ Chinh, người đã khẳng định: "với tư cách là thành viên của Hội đồng Lập pháp, tôi sẽ nỗ lực hết sức để bảo vệ lợi ích của quốc gia Hồng Kông" đưa lên biểu ngữ "Hồng Kông không phải là Trung Quốc" và phát âm sai "Cộng hòa Nhân dân Trung Hoa" (People's Republic of China) là "người dân tái lập chết tiệt Chee-na" (people's re-fucking of Chee-na). Kết quả là, lời tuyên thệ của hai người, cũng như của Dao Tùng Diễm, người cũng tự chèn lời mình, đã bị vô hiệu hóa bởi tổng thư ký LegCo, ông Kenneth Chen và lời thề của Lưu Tiểu Lệ, người đã dành khoảng mười vài phút đọc cực kỳ chậm lời thề dài 80 từ, đã bị vô hiệu hóa bởi Chủ tịch LegCo Lương Quân Ngạn.
Cuộc tranh cãi leo thang khi Trưởng Đặc khu Lương Chấn Anh và Bộ trưởng Tư pháp Rimsky Yuen, vào ngày 18 tháng 10, chưa từng có một bản đánh giá tư pháp tìm cách loại bỏ Lương Tụng Hằng và Du Huệ Chinh. Tiếp theo đó là cuộc tuần hành được phe thân Bắc Kinh dàn dựng để buộc hoãn lại và ngăn chặn cặp đôi này và Lưu Tiểu Lệ tiếp tục tuyên thệ vào ngày hôm sau sau khi Dao Tùng Diễm giữ lại lời thề. Lưu Tiểu Lệ cuối cùng đã tuyên thệ vào ngày 2 tháng 11.
Vào ngày 7 tháng 11 năm 2016, bất chấp sự phản đối của đảng dân chủ, Ủy ban Thường vụ Quốc hội Nhân dân Quốc gia (NPCSC) đã tranh luận về Điều 104 của Luật Cơ bản Hồng Kông để "làm rõ" các yêu cầu mà các nhà lập pháp cần phải tuyên thệ trung thành với Hồng Kông là một phần của Trung Quốc khi họ nhậm chức, tuyên bố rằng một người "cố tình đọc những từ không phù hợp với từ ngữ của lời thề theo quy định của pháp luật, hoặc tuyên thệ theo cách không chân thành hoặc không trang trọng" nên bị cấm lấy văn phòng công cộng của họ và không thể thực hiện lại lời thề. Hậu quả là tòa án đã loại bỏ Lương Tụng Hằng và Du Huệ Chinh vào ngày 15 tháng 11. Lời thề của một tá các nhà lập pháp ủng hộ dân chủ và một vài nhà lập pháp ủng hộ Bắc Kinh cũng gặp phải những thách thức pháp lý.
Vào ngày 2 tháng 12 năm 2016, chính phủ đã khởi động một hành động pháp lý thứ hai chống lại bốn nhà lập pháp dân chủ khác, Lương Quốc Hùng của đảng Demosisto, Dao Tùng Diễm và Lưu Tiểu Lệ, về cách cư xử của họ tại lễ tuyên thệ. Do đó, bốn nhà lập pháp đã bị tòa án loại ra vào ngày 14 tháng 7 năm 2017.

## Bối cảnh
Theo Điều 104 của Luật Cơ bản của Hồng Kông, các thành viên của Hội đồng Lập pháp phải giữ nguyên tuyên thệ được quy định trong Luật Cơ bản và trung thành với Đặc khu hành chính Hồng Kông thuộc Cộng hòa Nhân dân Trung Hoa. Theo Pháp lệnh Tuyên thệ và Tuyên bố, lời thề của Hội đồng Lập pháp là:
Tôi thề rằng, là thành viên Hội đồng Lập pháp Đặc khu hành chính Hồng Kông thuộc Cộng hòa Nhân dân Trung Hoa, tôi sẽ giữ nguyên Luật Cơ bản Đặc khu hành chính Hồng Kông thuộc Cộng hòa Nhân dân Trung Hoa, trung thành với Đặc khu hành chính Hồng Kông thuộc Cộng hòa Nhân dân Trung Hoa và phục vụ Đặc khu hành chính Hồng Kông một cách tận tâm, nghiêm túc, tuân thủ đầy đủ luật pháp, trung thực và liêm chính.

Lời tuyên thệ nhậm chức của Hội đồng Lập pháp Hồng Kông (LegCo) là nền tảng phản đối của một số nhà lập pháp ủng hộ dân chủ kể từ năm 2004, khi nhà lập pháp dân chủ cấp tiến Lương Quốc Hùng hô khẩu hiệu "Dân chủ lâu dài! Hãy sống lâu với mọi người!" Trước và sau khi tuyên thệ trọn vẹn tại cuộc họp khai mạc của Hội đồng Lập pháp lần thứ 3, lời thề của Lương tại thời điểm đó đã được thư ký của Hội đồng Lập pháp Ricky Fung phê chuẩn. Lương tiếp tục phản kháng tại mỗi buổi lễ tuyên thệ và việc này được theo sau bởi một số nhà dân chủ khác.
Vào năm 2012, nhà lập pháp của People Power, ông Wong Yuk-man đã bỏ qua những từ chính trong lời thề bằng cách ho vào những thời điểm chiến lược khi tuyên thệ và lời thề của ông đã bị Chủ tịch LegCo, ông Jasper Tsang vô hiệu. Ông được phép thực hiện lại lời tuyên thệ trong cuộc họp tiếp theo. Mặc dù ông đã đọc một phần lời thề thứ hai bằng giọng điệu khác và hét lên "Đả đảo chế độ cộng sản Hồng Kông, hạ bệ Lương Chấn Anh" sau khi hoàn thành lời thề, ông bị nhà lập pháp phe kiến chế Paul Tse thách thức tuyên thệ theo cách này, lời thề đã được chủ tịch chấp nhận.
Trong cuộc bầu cử Hội đồng Lập pháp năm 2016 tổ chức vào ngày 4 tháng 9 năm 2016, sáu ứng cử viên địa phương với các chương trình nghị sự khác nhau phấn đấu cho "quyền tự quyết" của Hồng Kông đã được bầu với 19% tổng số phiếu mặc dù Ủy ban bầu cử (EAC) đã đưa ra động thái chưa từng có để loại bỏ sáu ứng cử viên địa phương khác (bao gồm cả Lương Thiên Kỳ của nhóm Bản thổ Dân chủ Tiền tuyến, người đã tham gia cuộc bầu cử ở Đông Tân Giới vào tháng Hai) với tư cách là ứng cử viên của cuộc bầu cử với lý do họ ủng hộ nền độc lập của Hồng Kông. Lương vận động cho Sixtus Leung, 30 tuổi của Youngspirst, người đứng trong cùng khu vực bầu cử như một kế hoạch "dự phòng". Lương đã được bầu hợp lệ với 37.997 phiếu bầu. Cùng với Lương, Du Huệ Trinh, 25 tuổi, cũng giành được ghế cuối cùng ở Cửu Long với 20.643 phiếu bầu, trở thành nữ trẻ nhất được bầu vào cơ quan lập pháp tại đây.

## Gián tiếp gây ra tranh chấp trong Luật bầu cử Hội đồng Lập pháp Ma Cao 2016
Các quy tắc bầu cử mới quy định rằng các ứng cử viên không nên thực hiện các hoạt động có thể ảnh hưởng đến cử tri trong thời gian hai tháng kể từ khi đăng ký và bắt đầu giai đoạn chiến dịch vào ngày 31 tháng 8. Quảng cáo thương mại bị cấm ở hầu hết các khu vực công cộng, ngoại trừ những khu vực được chỉ định đặc biệt bởi chính phủ.
Sau khi giải thích Luật cơ bản, Macau EAC đã thực hiện một biện pháp bầu cử mới để yêu cầu tất cả các ứng cử viên ký một "mẫu xác nhận" bổ sung để đề cử hiểu biết về Luật Cơ bản Ma Cao.